# Salé (profeta)

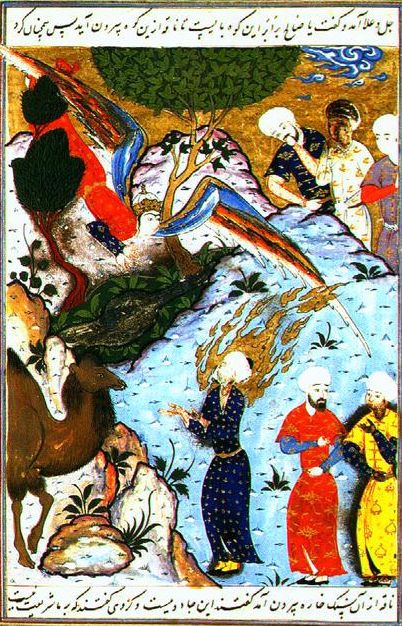
Una representación de Salé invitando a su gente a ver la camella de Dios, de un manuscrito ilustrado de Historias de los profetas.

Salé (en árabe: صَالِحٌ, romanizado: Ṣāliḥ, lit. 'Pío') es un profeta mencionado en el Corán y en los libros bahai que fue enviado a la tribu de los zamudíes en la antigua Arabia, antes de la vida de Mahoma. 
La historia de Salé está ligada a la historia de la camella de Dios, que fue el regalo que Dios le dio al pueblo de Zamud cuando deseaban un milagro para confirmar que Salé era realmente un profeta. 